# Focus (Ariana Grande)
Focus è un singolo della cantante statunitense Ariana Grande, pubblicato il 30 ottobre 2015.

## Antefatti
Le prime speculazioni inerenti alla possibile pubblicazione del singolo risalgono al luglio 2015, quando la Grande postò un'immagine sfocata sul proprio profilo Instagram con la didascalia Focus. Il 15 settembre, durante la sua apparizione al The Tonight Show, la cantante ha annunciato l'uscita del singolo, fissata al 30 ottobre. La cantante si è servita nei mesi successivi dei social network, nei quali ha pubblicato ogni giorno immagini ed anteprime video e audio, fino a rivelare la copertina ufficiale di Focus il 14 ottobre 2015.
Una settimana prima del lancio del brano, un'anteprima di 15 secondi del video di Focus è stata utilizzata per promuovere l'uscita della prima fragranza dell'artista, Ari by Ariana Grande.

## Composizione
Scritto dalla stessa Grande insieme a Ilya Salmanzadeh (che aveva già lavorato in precedenza con la cantante al singolo Problem), Peter Svensson e Savan Kotecha e prodotto dallo svedese Max Martin (storico collaboratore della Grande che aveva contribuito in maniera fondamentale al secondo album in studio My Everything), Focus è un brano uptempo caratterizzato da un mood rétro anni settanta e presenta sonorità dance pop e percussioni simili a quelle del sopracitato Problem, con riff di sassofono e trombe.
Il ritornello è cantato da Jamie Foxx, il quale non è stato accreditato nel brano.

## Video musicale
Il video musicale è stato pubblicato il 29 ottobre 2015 attraverso il canale Vevo della Grande. Diretto da Hannah Lux Davis (già regista per i video di Bang Bang e Love Me Harder) e girato in Indonesia, il video mostra la cantante esibirsi in coreografie sensuali e provocatorie insieme ad altre ballerine: ciò è stato notato dai critici, che hanno paragonato il videoclip a quello di altri artisti, quali Boyfriend di Justin Bieber e Human Nature di Madonna.

## Accoglienza
La canzone è stata accolta positivamente dalla critica musicale. Brennan Carley di Spin ha definito il brano «sorprendentemente orecchiabile», lodando le influenze rétro e la prestazione vocale della Grande.

### Rimozione daDangerous Woman
Il brano doveva inizialmente servire come singolo di lancio dell'allora terzo album in studio senza nome della Grande. La Republic Records ha successivamente rivelato a Billboard che la traccia era stata rimossa dall'edizione standard dell'album e che il singolo di lancio sarebbe stato Dangerous Woman.. La canzone è stata infine inserita come traccia bonus nell'edizione giapponese dell'album.

## Tracce
Testi e musiche di Ariana Grande, Savan Kotecha, Peter Svensson, Max Martin e Ilya Salmanzadeh.
Download digitale, CD promozionale (Europa)
1. Focus – 3:31

CD singolo (Giappone)
1. Focus (Original Version) – 3:31
2. Focus (Instrumental Version) – 3:31
3. Message in Japanese from Ariana

## Classifiche

### Classifiche settimanali
| Classifica (2015) | Posizione massima |
| ----------------- | ----------------- |
| Australia         | 10                |
| Austria           | 9                 |
| Belgio (Fiandre)  | 14                |
| Belgio (Vallonia) | 33                |
| Canada            | 8                 |
| Danimarca         | 30                |
| Francia           | 29                |
| Germania          | 18                |
| Giappone          | 40                |
| Irlanda           | 14                |
| Italia            | 8                 |
| Norvegia          | 20                |
| Nuova Zelanda     | 16                |
| Paesi Bassi       | 9                 |
| Portogallo        | 35                |
| Regno Unito       | 10                |
| Repubblica Ceca   | 41                |
| Slovacchia        | 10                |
| Spagna            | 22                |
| Stati Uniti       | 7                 |
| Svezia            | 6                 |
| Svizzera          | 8                 |

### Classifiche di fine anno
| Classifica (2016) | Posizione |
| ----------------- | --------- |
| Canada            | 87        |